# Garth DeFelice
Garth DeFelice (* im 20. Jahrhundert) ist ein ehemaliger US-amerikanischer Schiedsrichter im American Football, der von der Saison 1998 bis 2013 in der NFL tätig war. Er trug die Uniform mit der Nummer 53.

## Karriere
DeFelice war während seiner gesamten NFL-Laufbahn als Umpire tätig.
Er war im Schiedsrichtergespann beim Super Bowl XL im Jahr 2006 in der Crew unter der Leitung von Hauptschiedsrichter Bill Leavy.
Nachdem er zum Ende der Saison 2005 seine Feldkarriere beendet hatte, wurde er Supervisor für das Schiedsrichterwesen im Ligabüro.